# كاساس دي بينايتيس
بلدية كأساس دي بينايتيس (بالإسبانية: Casas de Benítez)‏، هي إحدى بلديات مقاطعة قونكة إحدى مقاطعات إسبانيا، و التي تقع في منطقة قشتالة لا منتشا وسط البلاد, و المائلة لجهة الشرق من إسبانيا.
يبلغ عدد سكانها 1.096 نسمة وفقاً لإحصائية سنة (2007).